# Marionetas (película)
Marionetas (del ruso: Марионетки) es una película antifascista soviética de 1934, dirigida por Yákov Protazánov y Porfiri Podobed. Fue producida por el estudio germano-soviético Mezhrabpomfilm. Fue rodada en blanco y negro y es sonora.
La película combina la comedia, el drama social y la sátira política y el panfleto.

## Argumento
Los protagonistas de la historia, presentados como marionetas por el director del teatro (Vasili Toporkov, llevan los nombres de las siete notas musicales: Do, Re, Mi, Fa, Sol, La y Si. La acción tiene lugar en el imaginario reino europeo de Buferia (Буфферия), donde gobiernan los fascistas y los capitalistas, con la oposición de los socialdemócratas. Los gobernantes "en la sombra" del país toman la decisión de cambiar de rey (en el trono se halla un niño de corta edad, tutelado por el arzobispo Re), y convencen a los socialdemócratas, que solicitan a cambio tímidas medidas de caridad absurdas. La candidatura más conveniente al trono es la del príncipe alcohólico Do, que no destaca por su inteligencia y aburrido de no ser rey (se compadece de "un rey desempleado, como Alfonso de España"). Pero de camino a la capital para la coronación, Do cae del aeroplano en el que viaja, sobreviviendo al caer a un río. En su lugar es coronado su barbero, Sol (Serguéi Martinson), que viajaba con él en el avión. Do llega a la frontera de su reino y es confundido con un espía soviético, un bolchevique, es retratado y va a ser encarcelado, cuando descubren un papel en el que había nombrado a Sol su barbero y el jefe del puesto fronterizo (Mijaíl Zhárov) cree que el barbero real es él.
Mientras tanto, en palacio, el barbero Sol, coronado rey, no sabe que contestar a las preguntas que le hacen los políticos para arreglar la crisis del Estado y responde con frases de su oficio, que los fascistas (con su líder, Fa, a la cabeza), entusiasmados, interpretan como que es necesario gobernar como un puño de acero. El barbero se va sintiendo cómodo en su papel de rey y cada vez da respuestas más agudas. Mientras tanto, acuden a palacio Mi (cantante y amada del príncipe) y Do, a quien todos creen barbero del rey. Tras múltiples enredos y con la excusa de que un espía soviético ha entrado en el país (como prueba la foto "artística" que le hacen a Do al capturarlo en la frontera), Buferia ataca a la Unión Soviética. Pero en la realidad, todos los protagonistas de esta película son marionetas, y los hilos de todos están dirigidos por las mismas manos.

## Reparto
- Anatoli Którov, príncipe Do.
- Nikolái Radin, arzobispo Re.
- Valentina Tokarskaya, cantante Mi.
- Konstantín Zúbov, fascista Fa.
- Serguéi Martinsón, barbero Sol.
- Mijaíl Klímov, primer ministro La.
- Serguéi Tijonravov, político vendido.
- Leonid Leonídov, el que maneja los hilos, jefe del consorcio de la industria bélica.
- Vasili Toporkov, director del teatro de marionetas.
- Iván Arkadin, maestro de ceremonias
- Ósip Vásov, poeta.
- Nikolái Búbnov, filósofo.
- Vladímir Popov, general blanco.
- Mijaíl Zhárov, jefe del puesto fronterizo.
- Piotr Galádzhev, escribano

### No aparecen en los títulos
- Iván Bobrov, fascista.
- Serguéi Komarov.
- Mijaíl Rozen-Sanin.
- Iván Záitsev.
- Mijaíl Jolodov
- Aleksandr Zhúkov
- Gueorgui Milliar

## Dirección técnica
- Director: Yákov Protazánov.
- Guionistas: Yákov Protazánov, Vladímir Schweizer.
- Subdirector: Porfiri Podobed.
- Operador: Piotr Yermólov.
- Compositor: Leonid Polovinkin.
- Fotografía: Moiséi Levin, Serguéi Kozlovski

## Estrenos
- Unión Soviética: 3 de febrero de 1934.
- Estados Unidos: 7 de mayo de 1934.